# Marvel Heroes
Marvel Heroes är ett free-to-play-massively multiplayer online-actionrollspel utvecklat av Gazillion Entertainment och Secret Identity Studios. Figurer som Iron Man, Captain America, Deadpool och Wolverine kan spelarna låsa upp i spelet. Spelare som förhandsbokat spelet får tidig tillgång till spelet den 29 maj 2013. Spelet gavs ut den 4 juni 2013 till Microsoft Windows. Ett OS X-version är planerad att släppas senare.
Spelets författare är Brian Michael Bendis, som har skrivit ett flertal Marvel Comics-nummer. Handlingen kretsar kring skurkar, med Doktor Doom som den huvudsakliga antagonisten, och hjältar i olika konflikter.

## Figurer
| Spelbara figurer                                                                               | Spelbara figurer                                                                                    | Spelbara figurer                                                                                             | Spelbara figurer | Spelbara figurer                                                                                      | Spelbara figurer | Spelbara figurer                                 |
| ---------------------------------------------------------------------------------------------- | --------------------------------------------------------------------------------------------------- | --- | --- | --- | --- | ------------------------------------------------ |
| - Black Panther - Black Widow - Cable - Captain America - Colossus - Cyclops                   | - Daredevil - Deadpool - Doktor Strange - Emma Frost - Gambit - Ghost Rider                         | - Hawkeye - Hulk - Human Torch - Invisible Woman - Iron Man - Jean Grey                                      | - Juggernauta - Loki - Luke Cage - Magnetoa - Mister Fantastica - Moon Knight                                               | - Ms. Marvel - Nightcrawler - Novaa - Psylocke - Punisher - Rocket Raccoon                            | - Scarlet Witch - Silver Surfera - Spider-Man - Squirrel Girl - Star-Lorda - Storm                                          | - Taskmaster - Thing - Thor - Venoma - Wolverine |
| Team Up-figurer                                                                                | | | | | |                                                  |
| - Arachnea - Beta Ray Billa                                                                    | - Cleaa - Deadpool-the-Kida                                                                         | - Dominoa - Doctor Dooma                                                                                     | - Falcon - Firestar | - Havoka - Magik                                                                                      | - She-Hulka - Spider-Man | - Spider-Womana - Waspa                          |
| Enhanced Costume-figurer                                                                       | | | | | |                                                  |
| - Beta Ray Bill - Deadpool-the-Kida                                                            | - Kate Bishop - Lady Deadpool                                                                       | - Lady Loki - Pirate Deadpool                                                                                | - Shuri | - Superior Spider-Man                                                                                 | - Thing Fear Itself |                                                  |
| Övriga figurer                                                                                 | | | | | |                                                  |
| - Adam Warlock - Agent Lee - Beast - Ben Urich - Bishop - Cloak - Dagger - Colleen Wing - Doop | - Dormammu - Dragon Man - Dum Dum Dugan - Edwin Jarvis - Fandral - Forge - Ghost - Groot - Hank Pym | - H.E.R.B.I.E. - Heimdall - Ikaris - Iron Fist - Jean DeWolff - Jessica Jones - Jimmy Woo - Jocasta - Ka-Zar | - Madison Jeffries - Maria Hill - Moira MacTaggert - Misty Knight - Moonstar - Morph - Multiple Man - Nick Fury - Northstar | - Pepper Potts - Phil Coulson - Professor X - Rogue - Sersi - Shanna - Sharon Carter - She-Hulk - Sif | - Silver Sable - Speedball - Spencer Smythe - Tabitha Smith - Valkyrie - Vision - War Machine - Uatu the Watcher - Volstagg | - William Stryker - Wonder Man - Yukio - X-23    |
| Skurkar/Boss-figurer                                                                           | | | | | |                                                  |
| - Black Cat - Blob - Bonebreaker - Bullseye - Doktor Doom - Doctor Octopus                     | - Electro - Elektra - Giganto - The Gorgon - Green Goblin - Grim Reaper                             | - The Hood - Hulk - Juggernaut - Kingpin - Kurse - Lady Deathstrike                                          | - Living Laser - Loki - Madame Hydra - Malekith - Magneto - Man-Ape                                                         | - Mandarin - Mister Sinister - MODOK - Mole Man - Pyro - Rhino                                        | - Sabretooth - Sauron - Shocker - Taskmaster - Toad - Tombstone                                                             | - Venom - Wizard                                 |
| Hjälte-fraktioner                                                                              | | | | | |                                                  |
| - Alpha Flight - Asgardians                                                                    | - Avengers - Fantastic Four                                                                         | - Guardians of the Galaxy - Heroes for Hire                                                                  | - Marvel Knights - S.H.I.E.L.D.                                                                                             | - Thunderbolts - X-Force                                                                              | - X-Men |                                                  |
| Skurk-fraktioner                                                                               | | | | | |                                                  |
| - A.I.M. - Brood                                                                               | - Dark Elves - Demons                                                                               | - Frost Giants - The Hand                                                                                    | - HYDRA - Maggia | - Predator X - Purifiers                                                                              | - Reavers - Sentinels | - Serpent Men - Subterraneans                    |

^a  Framtida figurer